# Захаровська (Лузький район)
Заха́ровська (рос. Захаровская) — присілок у складі Лузького району Кіровської області, Росія. Входить до складу Папуловського сільського поселення.
Населення становить 3 особи (2010, 2 у 2002).
Національний склад станом на 2002 рік — росіяни 100 %.